# THE SAVAGE
THE SAVAGE（ザ・サヴェージ）は、男女混成のダンス＆ヴォーカルグループ。
2020年9月30日にDigital Single『SunLight Yellow』でデビュー。
所属事務所は360CONCEPT。所属レーベルは360A Records。2021年3月に公式ファンクラブ「SAVACAN」が発足した。

## 概要
NADiA、NANA、YUYA、TOMOYAで構成されるユニット。
今市隆二・EXILE SHOKICHI・三代目J SOUL BROTHERS・渡辺直美などのバックダンサーNADiA、かつてt-Ace・西野カナなどのダンスサポートを行ったNANA、オーディション番組「PRODUCE 101 JAPAN」練習生であったTOMOYA・YUYAが集まり結成された実力派集団。

## メンバー
- NADiA（リーダー：Vocal&DANCE）-9月19日生まれ、A型
- NANA（RAP&DANCE）-6月19日生まれ、A型
- YUYA（RAP&DANCE）-10月11日生まれ、A型
- TOMOYA（Main Vocal）-3月8日生まれ、A型

旧メンバー
- TAKARA（Vocal&DANCE）-12月20日生まれ、A型

## 経歴
- 2020年
  - 9月17日　結成及びDebut Singleのリリースを発表
  - 9月19日　公式YouTubeチャンネル「THE SAVAGE Channel」開設
  - 9月30日　1st Digital Single『SunLight Yellow』リリースにてデビュー
  - 10月11日　1st EP『SunLight Yellow(YAVAGE Edition)』緊急リリース
  - 11月11日　 2nd EP『Green Shade』リリース
  - 12月3日　Tokyo Star Radio『及川奈央「おめおじゃ!」』パワープッシュアーティスト決定
  - 12月16日　3rd EP『Cobalt Half Moon』リリース
- 2021年
  - 2月24日　2nd Single『THE WHITE STORY』リリース
  - 3月10日　1st Full Album 『THE WHITE STORY』リリース
  - 3月31日　3rd Single『Red-Eye Flight』リリース
  - 4月28日　期間限定盤『THE WHITE STORY ＋』新星堂・Wonder Goo・HMV主要店にてリリース[3]
  - 5月1日　ALBUM 収録曲『Cryin’ Blue Rain』テレビ岩手『ねだらX』の6月度オープニングテーマに決定
  - 5月31日　『THE SAVAGE LIVE'21 “THE FIRST RGB “』延期
  - ６月２日　宇多田ヒカル「PINK BLOOD」のMusic Video NADiA出演[4]
  - 6月19日　『THE SAVAGE 』無観客配信[5]
  - ８月４日　TAKARA脱退
  - 9月29日　インターネットラジオステーション「笠間淳・梶原岳人のふらっと紀行！ ～…え？スタジオからは出られないんですか？～」YUYAゲスト出演[6]
  - 10月2日　「Tha Day」特設サイトオープン
  - 10月20日　フリーペーパー「music UP’s vol.204」インタビュー掲載
  - 10月7日　「The Day」 収録曲『Candy Sky』テレビ岩手『ねだらX』の11月度オープニングテーマに決定
  - 10月13日　 Mini Album 『The Day』リリース
  - 10月12日　インターネットラジオステーション「石谷春貴、ラジオで磨く。」NANAゲスト出演[6]
  - 10月23日　『THE SAVAGE LIVE'21 “THE FIRST RGB “』開催
  - 11月19日　URAMITE!「絶対不死身！アイドル」コレオグラフ　NANA担当

## ディスコグラフィ

### CDシングル（配信）
- 2020年9月30日　SunLight Yellow
- 2021年2月24日　THE WHITE STORY
- 2021年3月31日　Red-Eye Flight

### EP
- 1st 2020年10月11日　SunLight Yellow(YAVAGE Edition)
- 2nd 2020年11月11日　Green Shade
- 3rd 2020年12月16日　Cobalt Half Moon

### アルバム
- 1st 2021年3月10日　THE WHITE STORY
- 1.5th 2021年4月28日　THE WHITE STORY＋（プラス）

### デジタルアルバム
- 1st 2021年7月22日　THE WHITE STORY.（ドット）

## タイアップ一覧

### 2021年
- THE WHITE STORY　『ジョシスタあいく的』3月度オープニングテーマ
- Red-Eye Flight　フジテレビ系音楽情報番組「Tune」3月度エンディングテーマ
- PearlSkin Purple 　TBSテレビ『開運音楽堂』内コーナー タイアップ （4月・5月度）

- Cryin’ Blue Rain   テレビ岩手『ねだらX』の6月度オープニングテーマ
- Flame ReAction　TBSテレビ『開運音楽堂』 番組内コーナー タイアップ(6・７月度)
- Cryin’ Blue Rain　BS日テレ「最新曲研究所　深夜便」
- GrayWall Distance　フジテレビ「SOUND WEATHER」
- Candy Sky TBSテレビ『開運音楽堂』 番組内コーナー タイアップ(11月度)
- Infinity フジテレビ「SOUND WEATHER」
- MidNight SunLight テレビ東京「All Night Music（オールナイト　ミュージック）」
- Gold Round　『開運音楽堂』 番組内コーナー PICK UP(11・12月度)

## TV出演

### 2020年
- 10月23日　ミュージック・ジャパンTV「新譜紹介 New Order」コメントO.A（TV初出演）

### 2021年
- 2月26日　日本テレビ系『「バズリズム02」あの人ランキング』にてMV O.A
- 3月5日　日本テレビ系『「バズリズム02」ルーレッ撮るLIVE』出演
- 3月11日　フジテレビ系音楽情報番組『Tune』出演（『THE WHITE STORY』歌唱）
- 3月18日　フジテレビ系音楽情報番組『Tune』コメントO.A
- 4月8日　フジテレビ系音楽情報番組『Tune』出演（『SunLight Yellow』歌唱）
- 5月6日　フジテレビ系音楽情報番組『Tune』出演（『GrayWall Distance』歌唱）
- 5月13日　フジテレビ系音楽情報番組『Tune』出演（『Cobalt Half Moon』歌唱）

- 5月20日　フジテレビ系音楽情報番組『Tune』出演（『GrayWall Distance』歌唱）

- 5月27日　フジテレビ系音楽情報番組『Tune』出演（『Cobalt Half Moon』歌唱）
- 10月14日　フジテレビ系音楽情報番組『Tune』出演（『Infinity』歌唱）
- 11月20日　tvk（テレビ神奈川）『さがみはらフェスタ直前スペシャル！今夜は相模原一色』NADiA出演
- 11月1日〜7日 全国音楽情報TV「MUSIC B.B.」にて『Clap For Klap』MV &コメント O.A
- 12月13日〜19日「うたなび！」にて『Clap For Klap』MV O.A
- 12月13日〜19日全国音楽情報TV「MUSIC B.B.」にてTOMOYA・NADiAコーナーゲスト出演＆MV O.A
- 12月20日〜26日全国音楽情報TV「MUSIC B.B.」にてNANA・YUYAコーナーゲスト出演＆MV O.A

## ライブ出演

### 2021年
- 3月14日　オンラインライブ『REUNION-White day 2021 Edition-』
- 3月28日　東放学園スペシャルライブ（オンラインライブ）[7]
- 5月2日　「DIAMOND FES in KT Zepp YOKOHAMA」[8]
- 5月3日　『Silver Fes』新宿公演 出演
- 5月4日　『ちあぼFreeLive Vol.3』日本丸メモリアルパーク 出演
- 10月31日　専修大学『創立142周年専修大学鳳祭配信ライブ』　出演
- 12月11日　『ー THE NEXT Vol,1ー』出演

### LIVE TOUR
- 2021年6月19日『THE SAVAGE LIVE'21 “THE FIRST RGB “』（東京）Studio Freedom 延期[9]
- 2021年6月19日『THE SAVAGE ONLINE LIVE』を代替公演として開催
- 2021年10月23日『THE SAVAGE LIVE'21 “THE FIRST RGB “』(東京）Studio Freedom 開催[10]
- 2021年12月12日『THE SAVAGE ONLINE LIVE’21 “THE X’mas RGW”』開催